# Jenni Hiirikoski
Jenni Hiirikoski (née le 30 mars 1987 à Lempäälä) est une joueuse finlandaise de hockey sur glace qui évolue en ligue élite féminine en tant que défenseure. Elle a remporté trois médailles de bronze olympiques aux Jeux olympiques de Vancouver en 2010, Jeux olympiques de Pyeongchang en 2018 et Jeux olympiques de Pékin en 2022. Hiirikoski possède également huit médailles à l'occasion des championnats du monde. Depuis 2012, elle est capitaine de l'équipe nationale de Finlande.
Depuis 2017 elle est capitaine de l'équipe suédoise Luleå HF, avec qui elle a remporté le championnat élite en 2018, 2019 et 2021. Auparavant, elle a remporté quatre fois le championnat finlandais avec différentes équipes.

## Biographie

### Carrière en club
Elle a porté les couleurs de l'Ilves Tampere. Elle a remporté la Coupe d'Europe des clubs champions 2009 avec le SKIF Nijni Novgorod.

### Carrière internationale
Elle représente la Finlande. L'équipe a remporté la médaille de bronze aux championnats du monde 2004, 2008, 2009, 2011, 2015, 2017 et 2021. Elle est médaillée de bronze aux Jeux olympiques de 2010 et de 2018.

## Statistiques

### En club
| Saison    | Équipe              | Ligue          |    | Saison régulière | Saison régulière | Saison régulière | Saison régulière | Saison régulière |   | Séries éliminatoires | Séries éliminatoires | Séries éliminatoires | Séries éliminatoires | Séries éliminatoires |
| Saison    | Équipe              | Ligue          | PJ | B                | A                | Pts              | Pun              | PJ               | B | A                    | Pts                  | Pun                  |                      |                      |
| 2001-2002 | Ilves Tampere       | SM-Sarja       | 8  | 2                | 2                | 4                | 2                | 8                | 0 | 2                    | 2                    | 14                   |                      |                      |
| 2002-2003 | Ilves Tampere       | SM-Sarja       | 23 | 6                | 3                | 9                | 6                | 6                | 3 | 0                    | 3                    | 2                    |                      |                      |
| 2003-2004 | Ilves Tampere       | SM-Sarja       | 24 | 6                | 11               | 17               | 14               | 7                | 1 | 3                    | 4                    | 2                    |                      |                      |
| 2004-2005 | Ilves Tampere       | SM-Sarja       | 20 | 3                | 17               | 20               | 10               | 5                | 2 | 0                    | 2                    | 0                    |                      |                      |
| 2005-2006 | Ilves Tampere       | SM-Sarja       | 15 | 0                | 7                | 7                | 18               | 7                | 2 | 0                    | 2                    | 14                   |                      |                      |
| 2006-2007 | Espoo Blues         | SM-Sarja       | 22 | 8                | 16               | 24               | 20               | 7                | 1 | 3                    | 4                    | 2                    |                      |                      |
| 2007-2008 | Ilves Tampere       | SM-Sarja       | 19 | 8                | 21               | 29               | 12               | 8                | 2 | 6                    | 8                    | 6                    |                      |                      |
| 2008-2009 | SKIF Nijni Novgorod | Russie         | 13 | 8                | 5                | 13               | 8                | -                | - | -                    | -                    | -                    |                      |                      |
| 2009-2010 | Ilves Tampere       | SM-Sarja       | 19 | 4                | 39               | 43               | 6                | 11               | 4 | 7                    | 11                   | 4                    |                      |                      |
| 2009-2010 | Suomi NMJ           | Jr. C SM-Sarja | 12 | 0                | 3                | 3                | 12               | -                | - | -                    | -                    | -                    |                      |                      |
| 2010-2011 | JYP Jyväskylä       | SM-Sarja       | 18 | 4                | 12               | 16               | 28               | 3                | 0 | 0                    | 0                    | 0                    |                      |                      |
| 2010-2011 | Suomi NMJ           | Jr. C SM-Sarja | 5  | 0                | 1                | 1                | 4                | -                | - | -                    | -                    | -                    |                      |                      |
| 2011-2012 | SKIF Nijni Novgorod | Russie         | 26 | 8                | 17               | 25               | 16               | -                | - | -                    | -                    | -                    |                      |                      |
| 2011-2012 | JYP Jyväskylä       | SM-Sarja       | 8  | 3                | 12               | 15               | 4                | -                | - | -                    | -                    | -                    |                      |                      |
| 2012-2013 | JYP Jyväskylä       | SM-Sarja       | 28 | 19               | 18               | 37               | 12               | 8                | 2 | 6                    | 8                    | 10                   |                      |                      |
| 2013-2014 | JYP Jyväskylä       | SM-Sarja       | 25 | 20               | 26               | 46               | 12               | 8                | 3 | 8                    | 11                   | 4                    |                      |                      |
| 2014-2015 | JYP Jyväskylä       | SM-Sarja       | 28 | 18               | 43               | 61               | 10               | 7                | 1 | 7                    | 8                    | 4                    |                      |                      |
| 2015-2016 | JYP Jyväskylä       | SM-Sarja       | 28 | 17               | 62               | 79               | 8                | 6                | 3 | 9                    | 12                   | 2                    |                      |                      |
| 2016-2017 | Luleå HF            | SDHL           | 36 | 12               | 33               | 45               | 28               | 4                | 2 | 2                    | 4                    | 4                    |                      |                      |
| 2017-2018 | Luleå HF            | SDHL           | 36 | 22               | 33               | 55               | 18               | 7                | 1 | 3                    | 4                    | 0                    |                      |                      |
| 2018-2019 | Luleå HF            | SDHL           | 34 | 19               | 44               | 63               | 36               | 11               | 4 | 10                   | 14                   | 4                    |                      |                      |
| 2019-2020 | Luleå HF            | SDHL           | 34 | 12               | 28               | 40               | 20               | 6                | 1 | 4                    | 5                    | 2                    |                      |                      |
| 2020-2021 | Luleå HF            | SDHL           | 34 | 9                | 38               | 47               | 12               | 9                | 3 | 6                    | 9                    | 4                    |                      |                      |
| 2021-2022 | Luleå HF            | SDHL           | 34 | 11               | 34               | 45               | 14               | 12               | 1 | 7                    | 8                    | 0                    |                      |                      |
| 2022-2023 | Luleå HF            | SDHL           | 31 | 5                | 32               | 37               | 15               | 7                | 1 | 5                    | 6                    | 4                    |                      |                      |

### En équipe nationale
| Année | Équipe   | Compétition          |   | PJ | B | A  | Pts | Pun                |  | Résultat |
| 2004  | Finlande | Championnat du monde | 5 | 0  | 0 | 0  | 0   | Médaille de bronze |  |          |
| 2005  | Finlande | Championnat du monde | 5 | 1  | 0 | 1  | 4   | Quatrième          |  |          |
| 2007  | Finlande | Championnat du monde | 5 | 0  | 1 | 1  | 8   | Quatrième          |  |          |
| 2008  | Finlande | Championnat du monde | 5 | 1  | 2 | 3  | 4   | Médaille de bronze |  |          |
| 2009  | Finlande | Championnat du monde | 5 | 1  | 2 | 3  | 2   | Médaille de bronze |  |          |
| 2010  | Finlande | Jeux olympiques      | 5 | 0  | 2 | 2  | 4   | Médaille de bronze |  |          |
| 2011  | Finlande | Championnat du monde | 6 | 0  | 2 | 2  | 2   | Médaille de bronze |  |          |
| 2012  | Finlande | Championnat du monde | 6 | 0  | 5 | 5  | 2   | Quatrième          |  |          |
| 2013  | Finlande | Championnat du monde | 6 | 0  | 1 | 1  | 2   | Quatrième          |  |          |
| 2014  | Finlande | Jeux olympiques      | 6 | 3  | 2 | 5  | 2   | Cinquième          |  |          |
| 2015  | Finlande | Championnat du monde | 6 | 2  | 2 | 4  | 4   | Médaille de bronze |  |          |
| 2016  | Finlande | Championnat du monde | 6 | 1  | 3 | 4  | 2   | Quatrième          |  |          |
| 2017  | Finlande | Championnat du monde | 6 | 3  | 2 | 5  | 2   | Médaille de bronze |  |          |
| 2018  | Finlande | Jeux olympiques      | 6 | 0  | 2 | 2  | 2   | Médaille de bronze |  |          |
| 2019  | Finlande | Championnat du monde | 7 | 2  | 8 | 10 | 0   | Médaille d'argent  |  |          |
| 2021  | Finlande | Championnat du monde | 7 | 0  | 3 | 3  | 0   | Médaille de bronze |  |          |
| 2022  | Finlande | Jeux olympiques      | 7 | 0  | 5 | 5  | 4   | Médaille de bronze |  |          |
| 2022  | Finlande | Championnat du monde | 7 | 0  | 1 | 1  | 4   | Sixième place      |  |          |
| 2023  | Finlande | Championnat du monde | 7 | 3  | 8 | 11 | 2   | Cinquième place    |  |          |

## Trophées et honneurs personnels

### SM-Sarja
- 2005-2006 : 
  - Championne de la ligue élite avec les Ilves Tampere
- 2006-2007 : 
  - Championne de la ligue élite avec l'Espoo Blues
- 2007-2008 :
  - Meilleure défenseure de l'année (Trophée Päivi Halonen)
  - Nommée dans l'équipe d'étoiles de la SM-Sarja
- 2009-2010 :
  - Meilleure joueuse de la ligue (Trophée Riikka Nieminen)
  - Championne de la ligue élite avec les Ilves Tampere
  - Nommée dans l'équipe d'étoiles de la SM-Sarja
- 2012-2013 :
  - Meilleure défenseure de l'année (Trophée Päivi Halonen)
  - Meilleure joueuse de la ligue (Trophée Riikka Nieminen)
  - Nommée dans l'équipe d'étoiles de la SM-Sarja
- 2013-2014 :
  - Meilleure défenseure de l'année (Trophée Päivi Halonen)
  - Meilleure joueuse de la ligue (Trophée Riikka Nieminen)
  - Nommée dans l'équipe d'étoiles de la SM-Sarja
- 2014-2015 :
  - Meilleure défenseure de l'année (Trophée Päivi Halonen)
  - Meilleure joueuse de la ligue (Trophée Riikka Nieminen)
  - Nommée dans l'équipe d'étoiles de la SM-Sarja
- 2015-2016 :
  - Meilleure défenseure de la ligue (Trophée Päivi Halonen)
  - Meilleure joueuse de la ligue (Trophée Riikka Nieminen)
  - Meilleure compteuse de la saison avec 79 points (Trophée Marianne Ihalainen Award)
  - Nommée dans l'équipe d'étoiles de la SM-Sarja
  - Championne de la ligue élite avec le JYP Jyväskylä

### SDHL
- 2016-2017 :
  - Défenseure ayant inscrit le plus de points (45)
  - Défenseure ayant inscrit le plus d'assistances (33)
  - Meilleure Plus/Minus de la ligue (+49)
- 2017-2018 :
  - Meilleure défenseure de l'année
  - Défenseure ayant inscrit le plus de points (55)
  - Défenseure ayant inscrit le plus de buts (22)
  - Défenseure ayant inscrit le plus d'assistances (33)
  - Championne de la ligue avec le Luleå HF
  - Meilleure joueuse des séries éliminatoires
- 2018-2019 :
  - Meilleure Plus/Minus de la ligue (+50)
  - Meilleure défenseure de l'année
  - Joueuse avec le plus d'assistance de la saison (44)
  - Défenseure ayant inscrit le plus de points (63)
  - Défenseure ayant inscrit le plus de buts (19)
  - Championne de la ligue avec le Luleå HF
  - Meilleure joueuse des séries éliminatoires
- 2020-2021 :
  - Championne de la ligue avec le Luleå HF
- 2021-2022 :
  - Championne de la ligue avec le Luleå HF
  - Défenseure avec le plus d'assistance de la saison (34)
  - Joueuse avec le plus de buts en supériorité numérique (8)
- 2022-2023 :
  - Championne de la ligue avec le Luleå HF
  - Défenseure avec le plus d'assistance de la saison (32)

### En équipe nationale
- Championnat du monde 2007 : Nommée dans le Top 3 des joueuses de son équipe.
- Championnat du monde 2009 : Nommée meilleure défenseure du tournoi et dans le Top 3 des joueuses de son équipe.
- Coupe d'Europe des clubs champions en 2009 : élue meilleure défenseure du tournoi final.
- Championnat du monde 2011 : Nommée dans le Top 3 des joueuses de son équipe.
- Championnat du monde 2012 : Nommée meilleure défenseure du tournoi et dans le Top 3 des joueuses de son équipe.
- Championnat du monde 2013 : Nommée meilleure défenseure du tournoi et dans le Top 3 des joueuses de son équipe[3].
- Jeux olympiques de 2014 : Nommée meilleure défenseure du tournoi, sélectionnée dans l'équipe d'étoiles du tournoi et défenseure ayant inscrit le plus de points du tournoi[4].
- Championnat du monde 2015 : Nommée meilleure défenseure du tournoi et dans le Top 3 des joueuses de son équipe, sélectionnée dans l'équipe d'étoiles du tournoi.
- Championnat du monde 2016 : Nommée meilleure défenseure du tournoi et dans le Top 3 des joueuses de son équipe, sélectionnée dans l'équipe d'étoiles du tournoi.
- Championnat du monde 2017 : Nommée meilleure défenseure du tournoi et sélectionnée dans l'équipe d'étoiles du tournoi.
- Jeux olympiques de 2018 : Nommée meilleure défenseure et sélectionnée dans l'équipe d'étoiles du tournoi.
- Championnat du monde 2019 : nommée meilleure défenseure du tournoi, nommée dans l'équipe type des médias et élue Joueuse la plus utile du tournoi (en anglais, Most Valuable Player)[5],[6]. Elle est également dans le Top 3 des joueuses de son équipe et la défenseure ayant inscrit le plus de points, de buts et d'aides.
- Championnat du monde 2021 : Nommée dans le Top 3 des joueuses de son équipe.
- Jeux olympiques de 2022 : Sélectionnée dans l'équipe d'étoiles du tournoi[7].